# Dom van Aken
De Dom van Aken (Duits: Aachener Dom), vroeger ook wel Munster van Aken genoemd, is de bisschoppelijke kerk van Aken. Otto I was in 936 de eerste van dertig koningen die in deze dom werden gekroond.
Tot de oprichting van bisdom Aken in 1802 was het een kapittelkerk van het Mariastift. Het gebouw ligt aan de zuidzijde van het Katschhof, dat vroeger het centrale binnenplein van de palts was. Aan de noordkant van dit plein ligt het stadhuis van Aken. Ten westen van de Dom ligt het Domhof met een gelijkaardige structuur als het eerdere Karolingische atrium. Ten noordwesten van de Dom ligt de schatkamer van de Dom van Aken.

## Geschiedenis
Het bouwwerk is voortgekomen uit de hofkerk van Karel de Grote, die deel uitmaakte van de oorspronkelijke Akense koningspalts. Het achthoekige gedeelte, de Paltskapel, die thans als het middelpunt van de kerk fungeert, werd tussen 796 en 804 gebouwd naar Byzantijnse voorbeelden. De bouw werd voltooid door de bouwmeester Odo van Metz. De kerk werd ingewijd in 804 tijdens Driekoningen. Karel de Grote werd hier in 814 begraven. Tijdens een aanval van de Vikingen in 881 werd de kapel zwaar beschadigd en pas honderd jaar later, in 983, was hij weer gerestaureerd. 
Nadat Karel de Grote in 1165 op voorspraak van Frederik Barbarossa heilig verklaard was door tegenpaus Paschalis III, kwam een stroom van pelgrims naar de kerk op gang. Hierom werd in 1355 een gotische koorhal gebouwd en een tweedelige Capella vitrea (glazen kapel). Deze werd ingewijd op de 600ste sterfdag van Karel. De koepel, een aantal kapellen en de toren werden op latere tijdstippen toegevoegd.
In 1881 werd de kerk onder leiding van de architect Joseph Buchkremer gerestaureerd, waarbij het in de barokke periode aangebrachte stucwerk werd verwijderd. 
Tijdens de Tweede Wereldoorlog bleef de Dom van Aken als een van de weinige bekende Duitse historische gebouwen grotendeels onbeschadigd. Er sneuvelden alleen enkele glas-in-loodramen. 
De kerk werd in 1978 als eerste Duitse monument op de Werelderfgoedlijst van de UNESCO geplaatst.

## Ontstaanssage

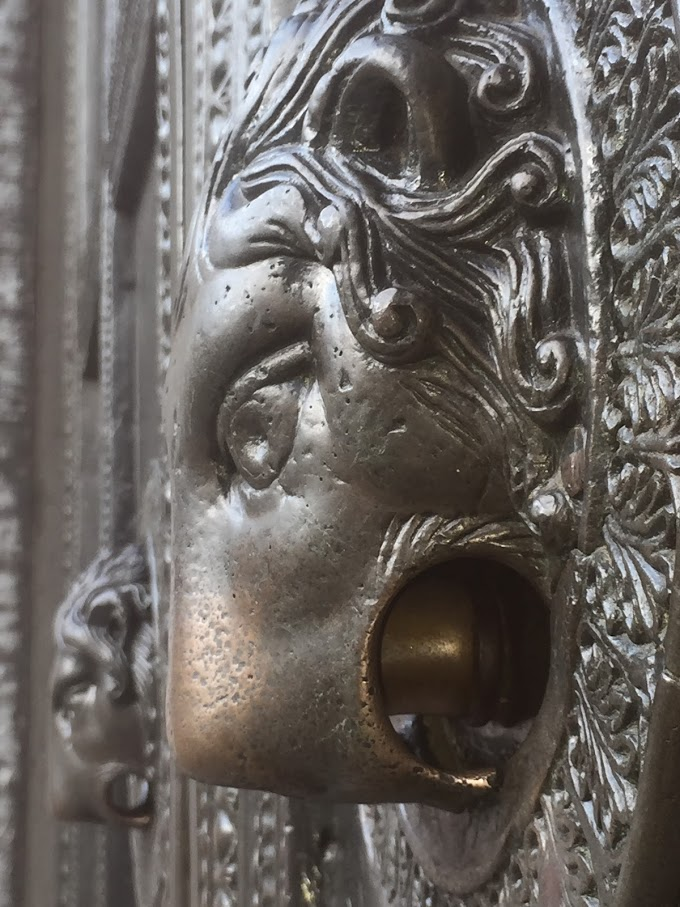
De duim

Een sage vertelt over het ontstaan van de dom: Bij het bouwen van de dom was op een gegeven moment het geld op. Satan wilde wel helpen, maar hij wilde dan wel de eerste ziel hebben die de kerk binnenging. Hij verwachtte natuurlijk dat de bisschop als eerste de kerk binnen zou gaan, maar de mensen waren ook niet helemaal gek en stuurden een wolf vooruit.
Toen de Satan het bedrog bemerkte werd hij woedend. Huilend en rennend kwam hij de kerk uit. Hij sloeg daarbij de deur zo hard dicht dat hij daarbij zijn duim verloor. De duim kan men tegenwoordig nog steeds voelen in een gat van het ornament van de rechter leeuw op de bronzen voordeuren. Satan kwam terug voor wraak met een heleboel zakken zand. Hij wilde de dom verwoesten door hem met zand te bekogelen. Doordat hij zijn duim kwijt was kon hij echter niet goed mikken. Hij miste de kerk en veel zand kwam in de omgeving terecht. Dit verklaart volgens de sage het ontstaan van de Lousberg en waarom de omgeving zo heuvelachtig is.

## Interieur
Een uniek element in het interieur van de Akense domkerk is de karolingische Paltskapel met de bronzen koorhekken, die tot de belangrijkste werkstukken uit de 8e en 9e-eeuwse Akense werkplaatsen gerekend worden.
De Barbarossaluchter is een 12-eeuwse kroonluchter, een geschenk van Frederik Barbarossa. Het Marienschrein en het Karlschrein zijn twee reliekschrijnen uit de late 12e, vroege 13e eeuw, die tot de topstukken van Maaslandse edelsmeedkunst behoren. De belangrijkste relikwieën van de kerk worden bewaard in het Mariaschrijn. Hierin bevinden zich volgens de traditie de windselen en de lendendoek van Jezus Christus, de tuniek van Maria en de onthoofdingsdoek van Johannes de Doper.
In de kerk bevindt zich het graf van Otto III. Verder staat er een schaalmodel van de fontein van de Sint-Pieter. De Dom van Aken bezit verschillende Karolingische bronzen deuren, waarvan de Wolfsdeur (Wolfstür) in de hoofdingang de belangrijkste is.

## Invloed
De Dom van Aken is een kerk die model heeft gestaan voor verschillende andere kerken. Zo was de eerste Sint-Donaaskerk op de Burg te Brugge op het Akense origineel geïnspireerd.

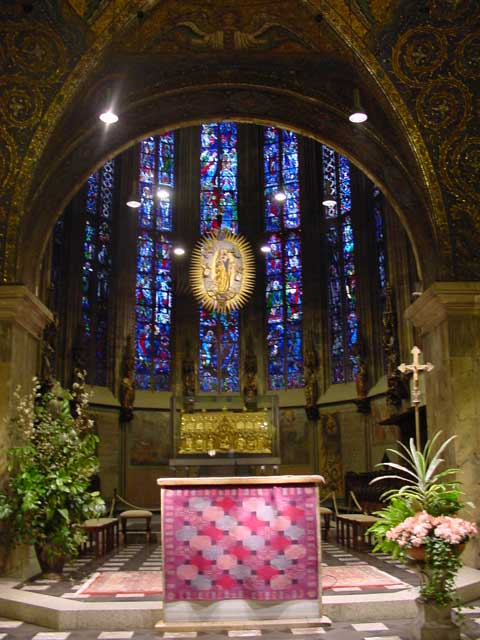
Koor met altaar, Karelschrijn en Marianum van Jan van Steffeswert
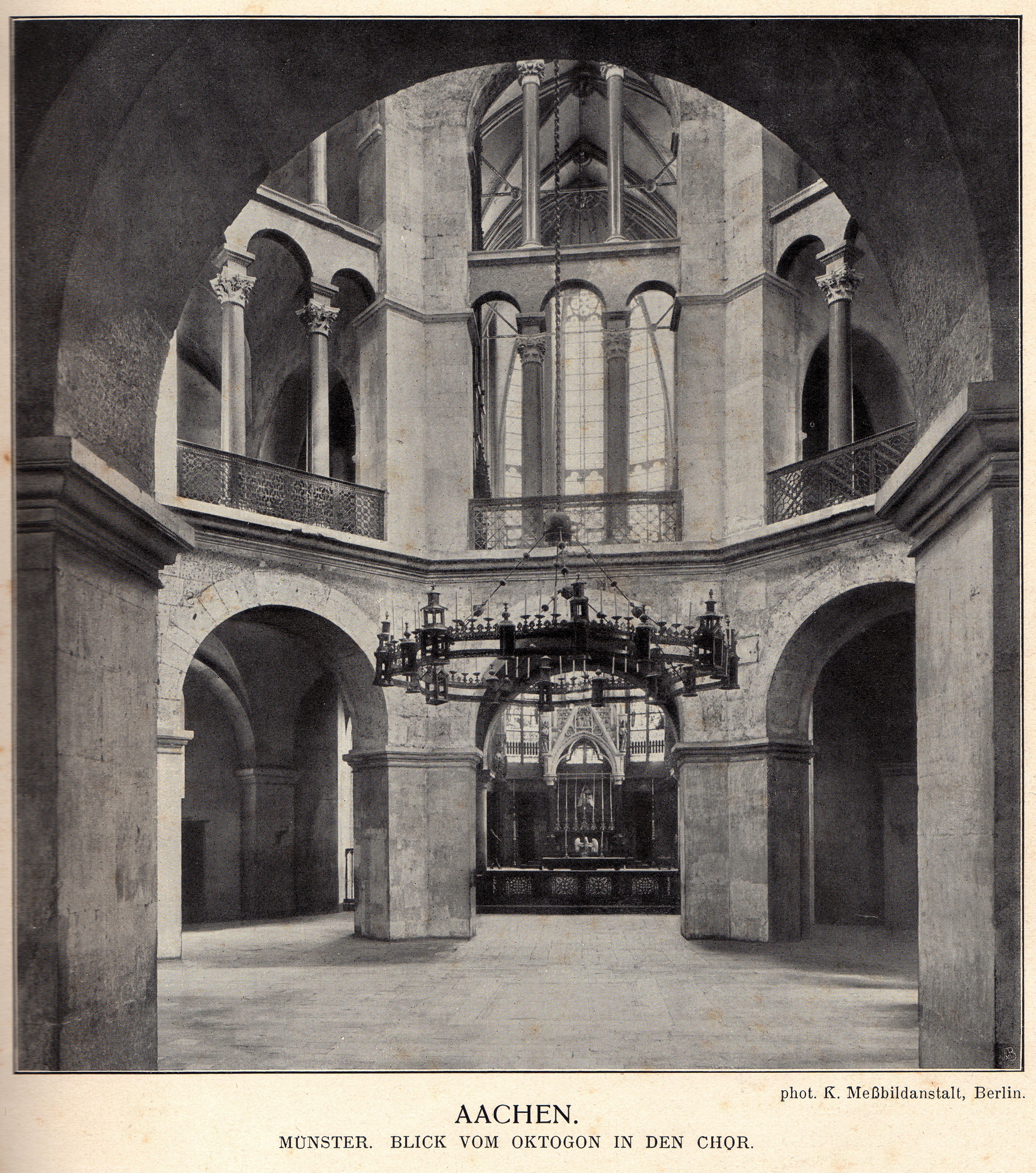
Aanblik octogonale paltskapel met Barbarossaluchter rond 1900
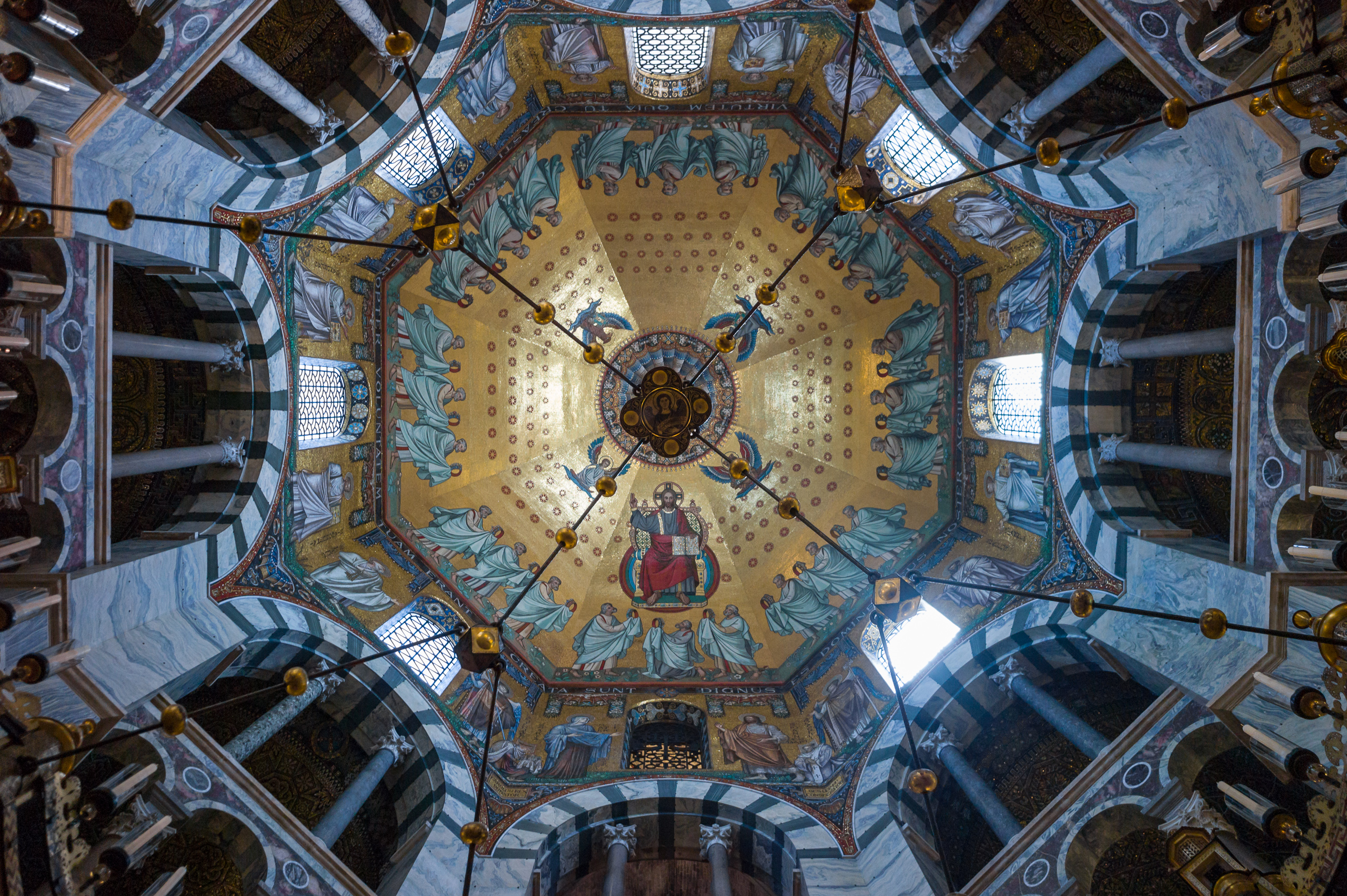
Gewelf van de octogonale paltskapel met Barbarossaluchter
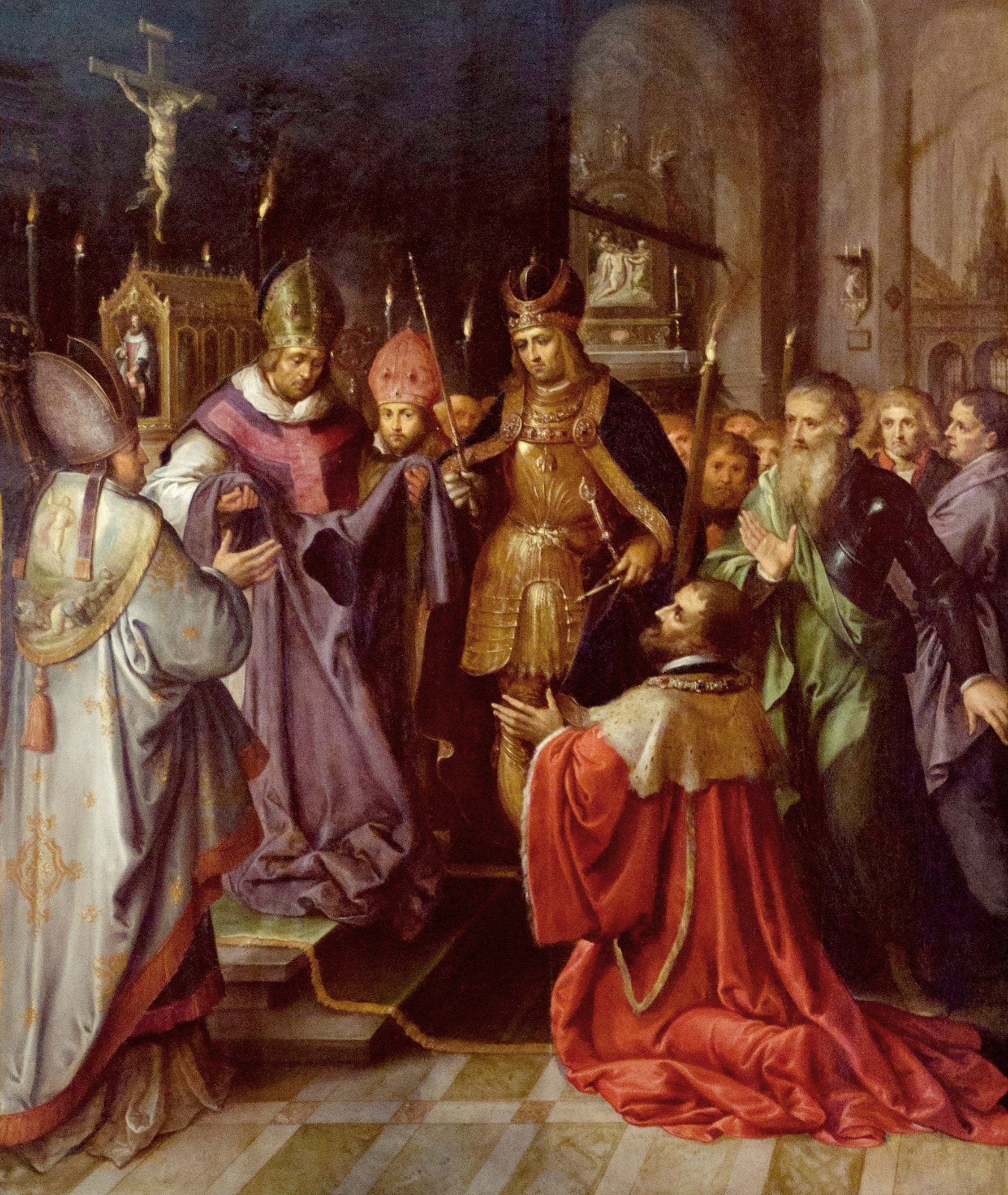
Presentatie van de heilige tuniek van Maria aan Karel V